# 오바케의 Q 타로
오바케의 Q 타로(일본어: オバケのQ太郎 오바케노 큐타로[*]는 후지코 후지오(후지코 후지오 A, 후지코 F. 후지오)와 스튜디오 제로에 의한 일본의 개그 만화 작품 및 그것을 원작으로 하는 TV · 극장 애니메이션 작품이다.

## 개요
평범한 가정에 온 1마리의 오바케가 들어와서 살게 된다. 그리고 그 오바케가 일으키는 소동을 그린 만화이다. 후지코 F. 후지오의 대표작이며 "오바Q"라는 약칭이 있다.

## 작품의 역사

### 잡지 연재의 시작
주간 소년 선데이의 편집부에 출입하고 있던 아이 가 반입한 자필의 오바케 만화인 "케바 오토코 군"을 본 편집자는 오바케 만화를 연재할 것을 제안 하고 후지코 F. 후지오 가 괴담이나 오바케를 좋아하는 것을 듣고 주인공이 오바케인 만화를 의뢰했다.

### 1960년대 최초의 애니메이션과 붐의 도래
이듬해인 1965년, 연재는 쇼가쿠칸의 다른 잡지에도 연재되기 시작했다. 또한 "오바Q 붐"이라는 제목으로 애니메이션화되었다.

### 1970년대 "신 오바Q" 연재와 2번째 애니메이션화
전작의 연재가 종료된 이후에도 독자들은 "もう一度Qちゃんを見たい"(다시 Q짱을 보고 싶다.)라고 말했다. 그래서 쇼가쿠칸은 학습 잡지에서 새로운 캐릭터인 O 지로가 등장하는 "신 오바케의 Q 타로" 연재가 1971년부터 1973년까지 계속되었다. 이 때, 애니메이션 "신 오바케의 Q 타로"도 1971년 9월부터 1972년 12월까지 방송되었다.

### 1980년대 3번째 애니메이션화
1985년부터 후지코 F. 후지오 의 아동 SF 만화인 도라에몽 이후부터 후지코 애니메이션의 붐을 타고 신에이 동화에 의해 3번째로 애니메이션화되었다. 이 때, 신작 연재의 의뢰가 저자에게 왔다. 내용은 "もうオバQのようなタイプのギャグ漫画を描くのは難しい"(이제 오바Q와 같은 유형의 개그 만화를 그리는 것은 어렵다)라고 제안을 거절하고 있다.

## 오랜 절판
본작은 인기가 높음에도 불구하고 1988년을 마지막으로 단행본 발행이 중단되었다. 그 이후에도 21에몽이나 에스퍼 마미와 달리 문고판이나 신장판이 출시되지 않았고 따라서 헌책의 가격은 상승했다. 이 절판 상태는 본작을 다시 수록한 "후지코 F. 후지오 대전집 (제1기)"가 간행된 2009년 7월까지 21년간 지속되었다.

### 저작권에 관한 설
본작은 후지코 후지오의 2명 외에도 이시노모리 쇼타로와 스튜디오 제로가 참여하고있다. 후지코 후지오가 콤비를 해체하고 이시노모리, 스튜디오 제로가 관련되어 있기 때문에 4 자 사이에 저작권료의 비율 등으로 논쟁이 일어난 것은 아니냐는 설이 존재한다.

### 유족의 의향에 관한 설
후지코 F. 후지오 의 유족 들은 당시와 현재의 가치의 차이에서 작품이 오해를 받거나 비난을 받는 것을 두려워하거나 고인의 작품이 표에 나오는 것을 상당히 경계하고 있었다. F가 사망한 후에 대전집 출간 이전에는 단편집이나 일부 아동을 위한 작품만 출간을 했었다. 또한 전집인 "후지코 F. 후지오 랜드"에서도 F의 사후는 Ⓐ의 작품 만을 모은 "후지코 후지오 Ⓐ 랜드"로 복원이 되어 F의 작품은 복간이 보류되었다.
후지코 후지오는 콤비가 해체 된 이후에도 둘의 사이는 좋았었다. 하지만 F의 유족과 Ⓐ의 유족은 실은 불화이며 권리의 몫으로 논쟁이 있었다는 가설이 있다. 안도 역시 "봉인 작품의 수수께끼 2"에서 "후지코 후지오의 주위에서 일어나고 있는 감정적 문제가 절판의 이유 중 하나가 아닐까"라고 지적하고 있다.

### 차별 묘사에 관한 설
1980년대 중반부터 시작된 차별 묘사 관련 항의와 그에 대한 자율 규제가 원인이라는 설. 흑인 차별이 원인이라는 설과 차별 용어가 원인이라는 설. 그리고 둘다 절판의 원인이라는 설도 있다.

### 총괄
F와 Ⓐ 사이에서 일어난 권리 문제, 그 주위의 사람들에게 일어나고 있는 감정적 문제가 절판의 원인이라는 가설이 제일 유력하다.

## 등장인물

오바케의 Q 타로의 주연들

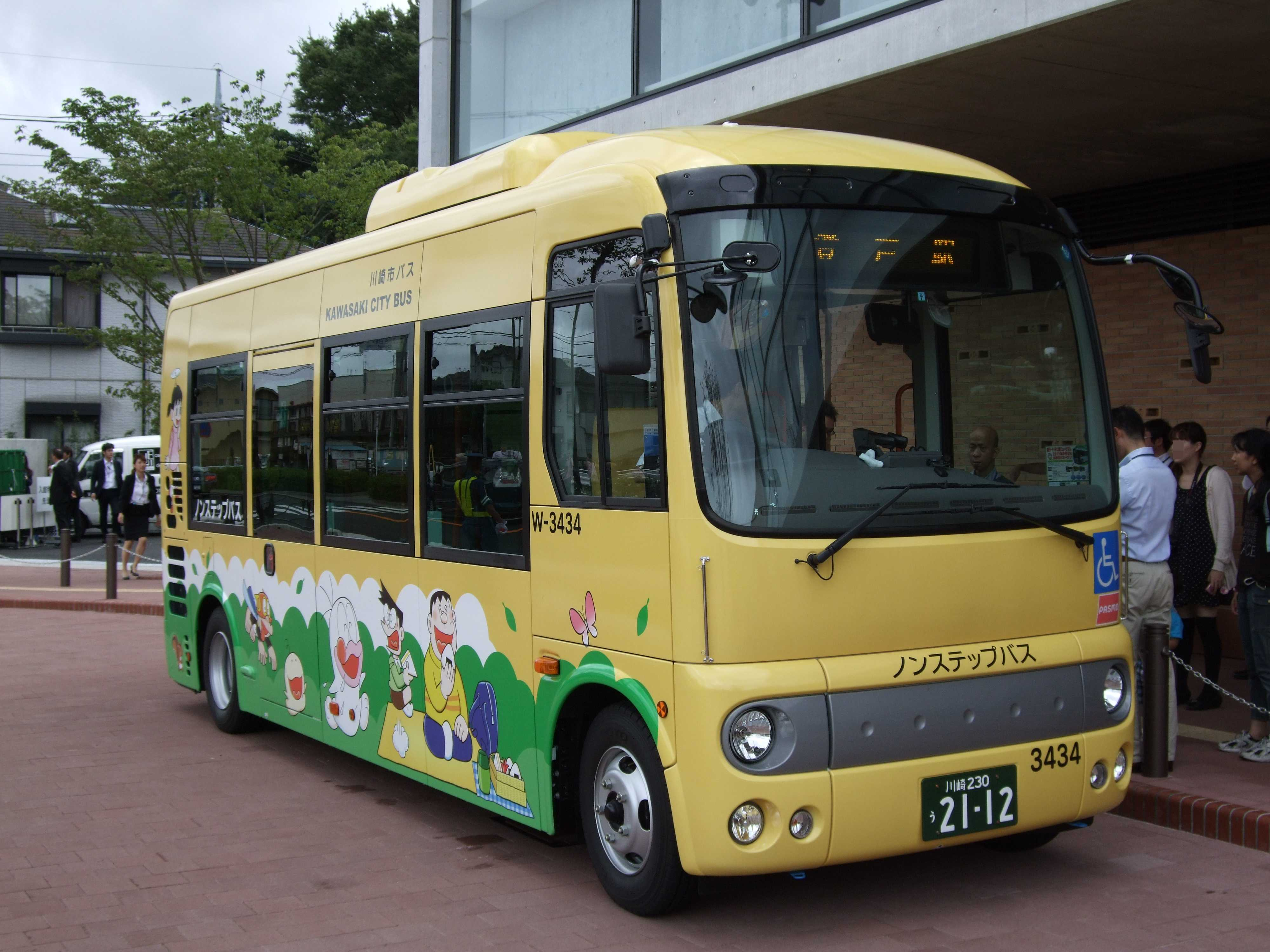

### 주연
- Q타로

주인공이며 오바케이다.
- 오오하라 쇼타
- O지로
- 고이즈미 요시코
- 키사 키자오
- 오오하라 신이치
- 사이고 츠요시(고지라)
- P코
- U코
- 도론파
- 하카세
- 카미나리
- 코이케

## 애니메이션판

### 각 애니메이션판의 차이점
애니메이션판을 제작한 것은 1,2작이 도쿄 무비, 3작은 도쿄 무비의 흐름을 짠 신에이 동화판이지만 각각의 애니판에서는 상당한 차이가 있었다. 1작은 당시 TV 사정으로 모두 흑백으로 방송되었다. 컬러 TV가 보급되면서 2,3작은 컬러로 방송되었다.

## 파생작

### 게임
1985년 12월 16일, 반다이에서 발매하였다. 패밀리 컴퓨터 전용 소프트웨어로 액션 게임이다.

## 도서 정보
- "오바케의 Q 타로" 무시 프로 상사 "무시 코믹스" 전12권
- "오바케의 Q 타로"(걸작선) 쇼가쿠칸 "텐토우 무시 코믹스" 전6권
- "오바케의 Q 타로"(후지코 후지오 자선집) 쇼가쿠칸 전2권 (1권은 "오바케의 Q 타로", 2권은 "신 오바케의 Q 타로"에서 수록.)
- "새로운 편집 오바케의 Q 타로" 츄오코론사 "후지코 후지오 랜드" 전20권
- "신 오바케의 Q 타로" 쇼가쿠칸 "텐토우 무시 코믹스" 전4권
- "신 오바케의 Q 타로" 츄오코론사 "후지코 후지오 랜드" 전7권
- "Q The Spook" (오바케의 Q 타로 영어 더빙 버전) 라부 교육 센터

※ 이상의 단행본 시리즈는 2010년에 모두 절판되었다. 1969년에 출판된 무시코믹스판은 원작자조차 전권에 없다고 한다. (후지코 F에 따르면 1권만 남아 있다고 한다.)
- 열혈! 코로코로 전설 "신 오바케의 Q 타로" (별책 부록) 2007년 5월 25일 출판
- "오바케의 Q 타로" 쇼가쿠칸 <후지코 F. 후지오 대전집> 전12권, 2009년 7월 24일부터 발행
- "신 오바케의 Q 타로" 쇼가쿠칸 <후지코 F. 후지오 대전집> 전4권
- "오바케의 Q 타로" 쇼가쿠칸 <텐토우무시코믹스> 2015년 7월 24일부터 발행. 전12권. (1969년 텐토우무시코믹스판의 신장 복간)에서 전자 도서 배달도 동시에 실시.

## 관련 서적
- 후지코 후지오 《둘이서 소년 만화만 그려 왔다 - 전후 아동 만화 사사》 (분게이슌주, 1980년)
- 월간 〈쓰쿠루〉 편집부편 《오토vs히토 쓰바시》 (창출판, 1983년) - 쇼가쿠칸 본사 빌딩이 오바Q 빌딩으로 불리고 있다고 기술.
- 나가노 하루유키편 《철완 아톰 월드》 (피아, 1993년) - 머천다이징의 역사. 오바Q 붐과 괴수 붐.
- 요네자와 요시히로 《후지코 후지오론 F와 Ⓐ의 방정식》 - 카와데쇼보신샤, 2002년)
- 안도 겐지 《봉인작품의 수수께끼 2》 (오오타출판, 2006년) ISBN 4-7783-1006-3 - 절판의 진상에 대한 관계자와의 취재를 담았다.

## 같이 보기
- 후지코 후지오 애니메이션 역사
- 코이케
- 갸하하 삼총사
- 코이케의 이상한 생활
- 극화 오바Q
- 도라 Q 파만
- 후지코 후지오 극장